# Euhesma tuberculipes
Euhesma tuberculipes là một loài Hymenoptera trong họ Colletidae. Loài này được Michener mô tả khoa học năm 1965.